# Эталант
Этала́нт (фр. Étalante) — коммуна во Франции, находится в регионе Бургундия. Департамент коммуны — Кот-д’Ор. Входит в состав кантона Энье-ле-Дюк. Округ коммуны — Монбар.
Код INSEE коммуны — 21253.

## Население
Население коммуны на 2010 год составляло 127 человек.
| 1962 | 1968 | 1975 | 1982 | 1990 | 1999 | 2010 |
| ---- | ---- | ---- | ---- | ---- | ---- | ---- |
| 310  | 299  | 238  | 195  | 185  | 145  | 127  |

## Экономика
В 2010 году среди 75 человек трудоспособного возраста (15—64 лет) 57 были экономически активными, 18 — неактивными (показатель активности — 76,0 %, в 1999 году было 65,8 %). Из 57 активных жителей работали 52 человека (33 мужчины и 19 женщин), безработных было 5 (4 мужчины и 1 женщина). Среди 18 неактивных 2 человека были учениками или студентами, 11 — пенсионерами, 5 были неактивными по другим причинам.